# Neufchâtel-en-Saosnois
 Neufchâtel-en-Saosnois  es una población y comuna francesa, situada en la región de Países del Loira, departamento de Sarthe, en el distrito de Mamers y cantón de La Fresnaye-sur-Chédouet.

## Demografía
| 806 | 712 | 650 | 704 | 794 | 763 |
| Para los censos de 1962 a 1999 la población legal corresponde a la población sin duplicidades (Fuente: INSEE [Consultar]) |     |     |     |     |     |